# Antikenmuseum Basel

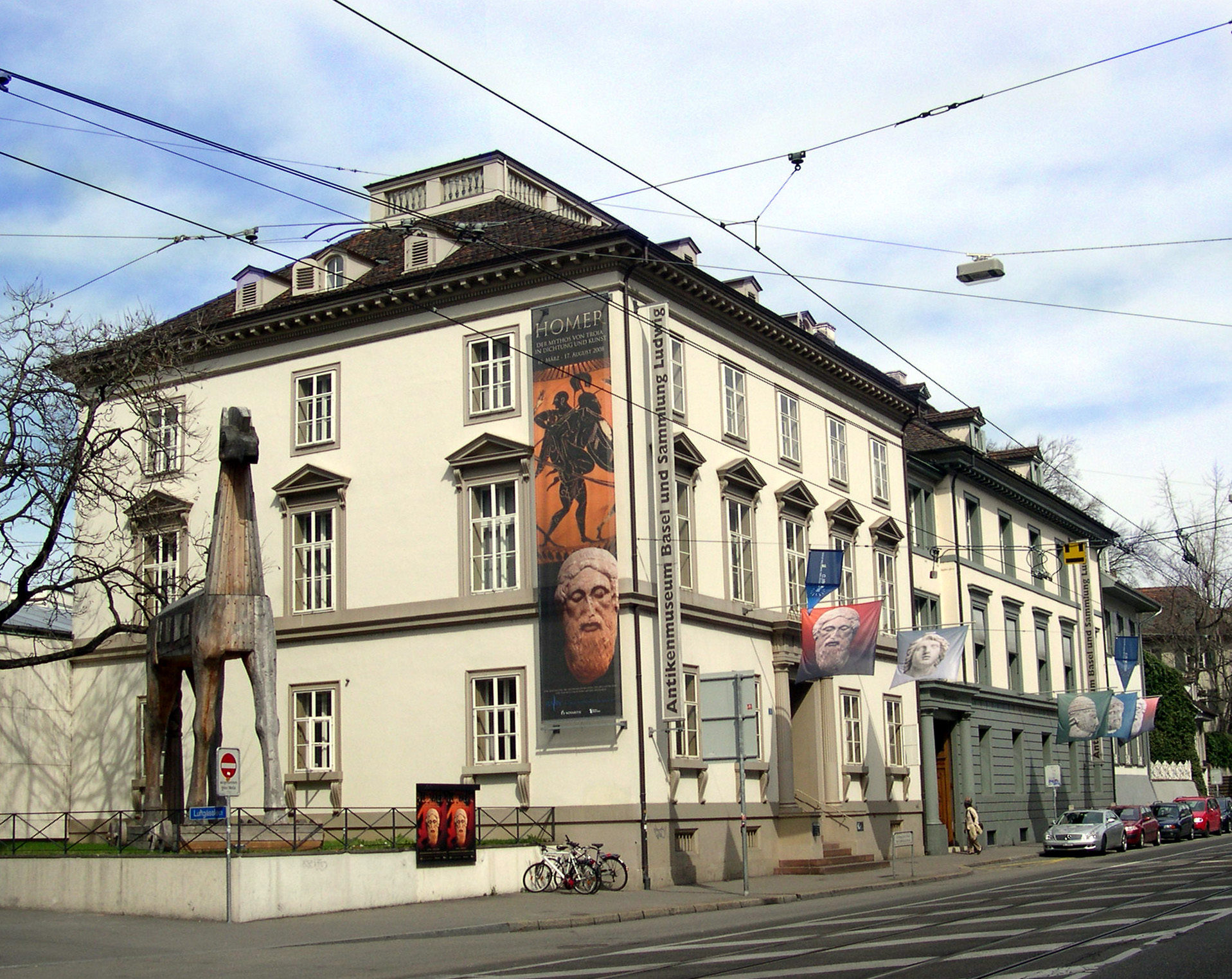
Antikenmuseum Basel und Sammlung Ludwig (Berri-Wohnhäuser), im März 2008

Das Antikenmuseum Basel und Sammlung Ludwig ist ein staatliches Museum für antike Kunst und Kultur des Mittelmeerraums in Basel.
Mit seiner Gründung im Jahr 1961 ist es das älteste und bislang einzige Museum seiner Art in der Schweiz.

## Sammlung

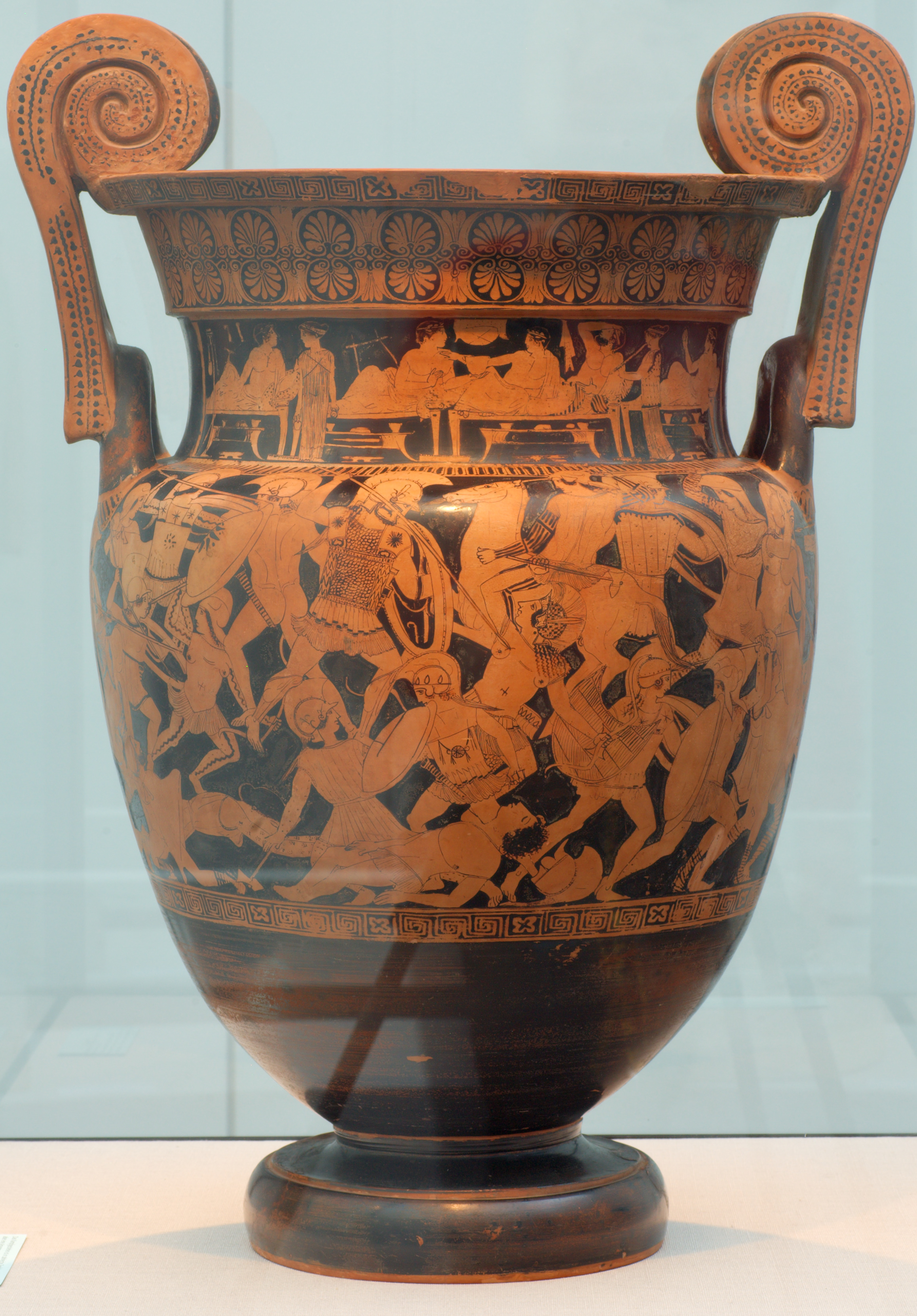
Volutenkrater, um 450 v. Chr.

Das Museum ist das einzige in der Schweiz, das ausschliesslich antike Kunst und Kultur des Mittelmeerraumes zeigt. Es versammelt altägyptische, griechische, etruskische, römische und vorderasiatische Objekte. Deren Entstehungszeitraum erstreckt sich vom 4. Jahrtausend v. Chr. bis ins 6. Jahrhundert n. Chr., mit einem Schwergewicht von 1000 v. Chr. bis 300 n. Chr. Wesentliche Bestände bilden die altägyptische Abteilung sowie die Sammlung griechischer Vasen und Skulpturen. Besondere Akzente setzen Bronzestatuetten, Terrakotten und Goldschmuck.
Zum Antikenmuseum gehört auch die Skulpturhalle Basel mit Gipsabgüssen antiker Skulpturen, darunter des Parthenon-Frieses in Athen.

## Museum

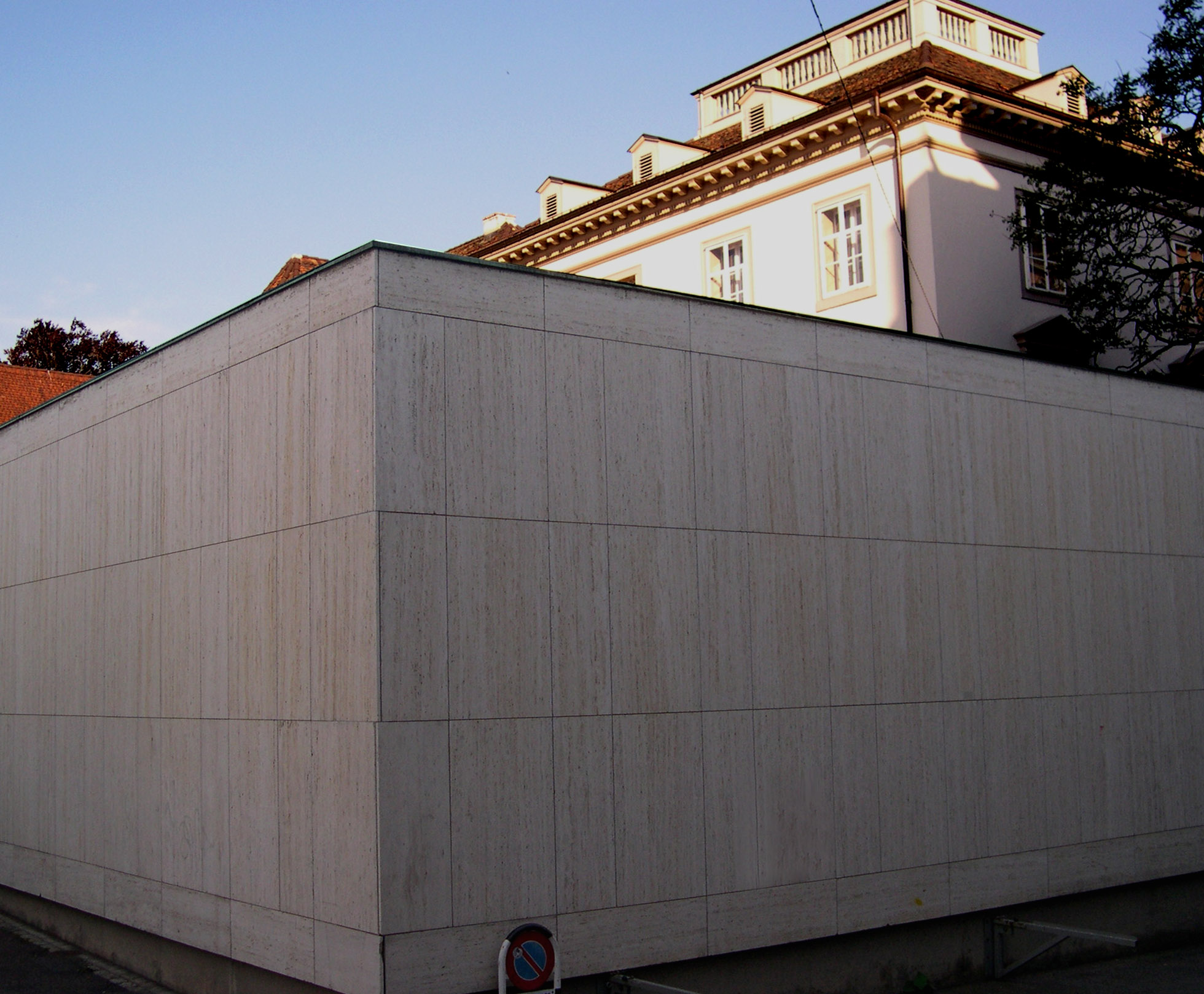
Rückseite mit Oberlichtsaal-Anbau (Foto: 2008)

Das Antikenmuseum gegenüber dem Kunstmuseum Basel ist das jüngste der staatlichen Museen von Basel-Stadt. Antike Objekte gehörten bereits zum Urbestand der öffentlichen Basler Museumssammlung, die 1661 durch den Ankauf des Amerbachkabinetts entstand. Die Antikensammlung war allerdings nicht besonders bedeutend und wurde auch wenig gepflegt. Mehr Beachtung fanden noch bis zu Beginn des 20. Jahrhunderts Gipsabgüsse, die in grosser Anzahl angeschafft und erst im neuen Museum an der Augustinergasse, ab 1887 in einem eigenen Ausstellungsraum in der Kunsthalle Basel präsentiert wurden. Die Bestände der originalen antiken Kunst wurden 1894 zwischen Historischem Museum (antike Kleinkunst und Münzen) und Kunstmuseum (Grossplastiken) aufgeteilt. Die meisten der rund zweitausend Objekte blieben magaziniert, die Skulpturenhalle schloss 1927.
Die Konzentration der seit Ende des 19. Jahrhunderts zerstreuten Objekte in einem eigenen Haus geschah  mit der Gründung des Antikenmuseums 1961. Anlass dazu waren bedeutende mäzenatische Geldzuwendungen und Sammlungsschenkungen. Drei Viertel des Ausstellungsguts kamen aus privatem Besitz. Eröffnet wurde das Antikenmuseum 1966 in einem klassizistischen Wohnhaus von Melchior Berri aus den 1820er Jahren und einem modernen Oberlichtsaal. Die Schenkung einer Antikensammlung von Peter Ludwig 1981 führte zum Anschluss eines Nachbargebäudes (ebenfalls von Berri und aus der gleichen Zeit) und zur Neueröffnung unter dem Namen Antikenmuseum Basel und Sammlung Ludwig 1986. Die letzten bedeutenden Erweiterungen erfolgten 2001 mit der permanenten Ägyptenabteilung in einem eigenen Saal unter dem Innenhof und 2002 mit der Abteilung Orient, Zypern und frühes Griechenland.

## Mitarbeiter
Gründungsdirektor war von Oktober 1961 bis 1993 der Klassische Archäologe Ernst Berger, sein Nachfolger war von 1993 bis 2012 Peter Blome. Seit 2013 ist Andrea Bignasca Direktor des Museums. Von 1962 bis 1997 war Margot Schmidt Konservatorin und stellvertretende Museumsleiterin am Antikenmuseum.